# Родригес, Херардо
Херардо Эрнан Матос Родригес (исп. Gerardo Hernan Matos Rodriguez,также известен как Бечо 28 марта 1897, Монтевидео, Уругвай — 25 апреля 1948, там же) — уругвайский и аргентинский композитор, журналист, пианист, дирижёр.

## Биография
Херардо Эрнан Матос Родригес родился в Монтевидео в семье владельца популярного кабаре Moulin Rouge. Он изучал, но не окончил обучение по дисциплине «архитектура». Уже в студенческие годы Родригес занялся сочинением музыки. Одним из его первых известных произведение стало сегодня всемирно известное танго «Кумпарсита» (исп. La Cumparsita), написанное в 1916 году. Позже Паскуаль Контурси и Энрике Педро Марони написали слова к музыке. Сам композитор, несмотря на свой музыкальный талант, стеснялся исполнять свои произведения. Какое-то время он руководил собственным оркестром танго в Монтевидео.
Совершая поездку по Европе в качестве уругвайского консула в Германии Родригес задержался в Париже. Там в 1931 году он сотрудничал с компанией по производству фильмов Luces de Buenos Aires, которая наняла звезду танго Карлоса Гарделя.
Матос сочинял музыкальные произведения для театра Буэнос-Айреса, среди которых «El Gran Circo Rivolta» Мануэля Ромеро.
Композитор скончался после продолжительной болезни в 1948 году в Монтевидео.

### Список произведений

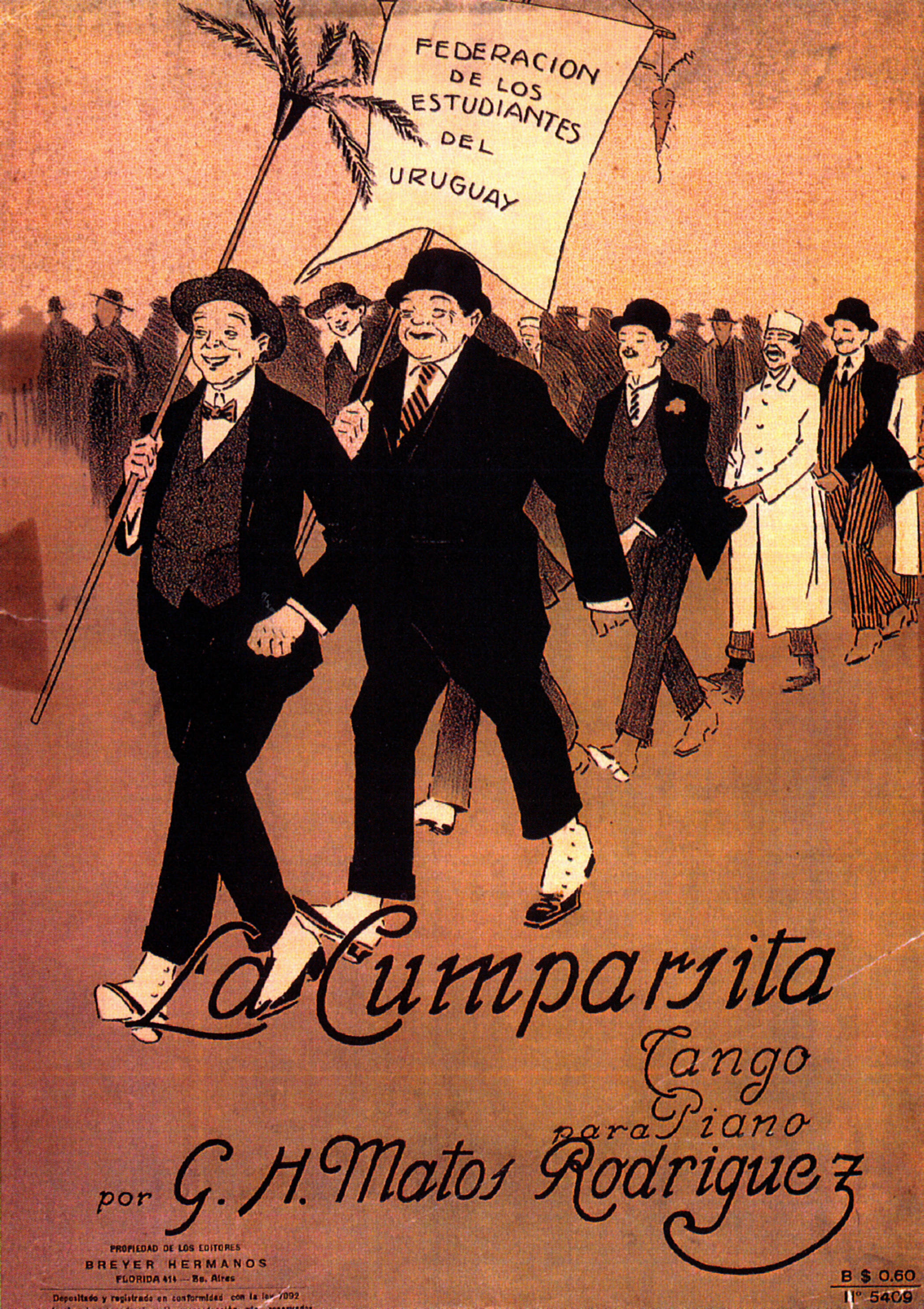
Breyer Hermanos, La Cumparsita, 1916

- «La Cumparsita» (1916);
- «Che papusa, oí»,
- «Son grupos»,
- «Yo tuve una novia»,
- «Cuando bronca el temporal»,
- «Hablame»,
- «Pobre corazón»,
- «Haceme caso a mí»,
- «Canto por no llorar»,
- «Rosa reseca»,
- «Botija linda»,
- «El pescador»,
- «Te fuiste, ¡ja, ja!»,
- «Adiós Argentina»,
- «Mi provinciana»
- «La milonga azul»,
- «Dale celos»,
- «Raspail»,
- «Mocosita»,
- «La muchacha del circo»,
- «San Telmo»